# イレーニ・コティツァ

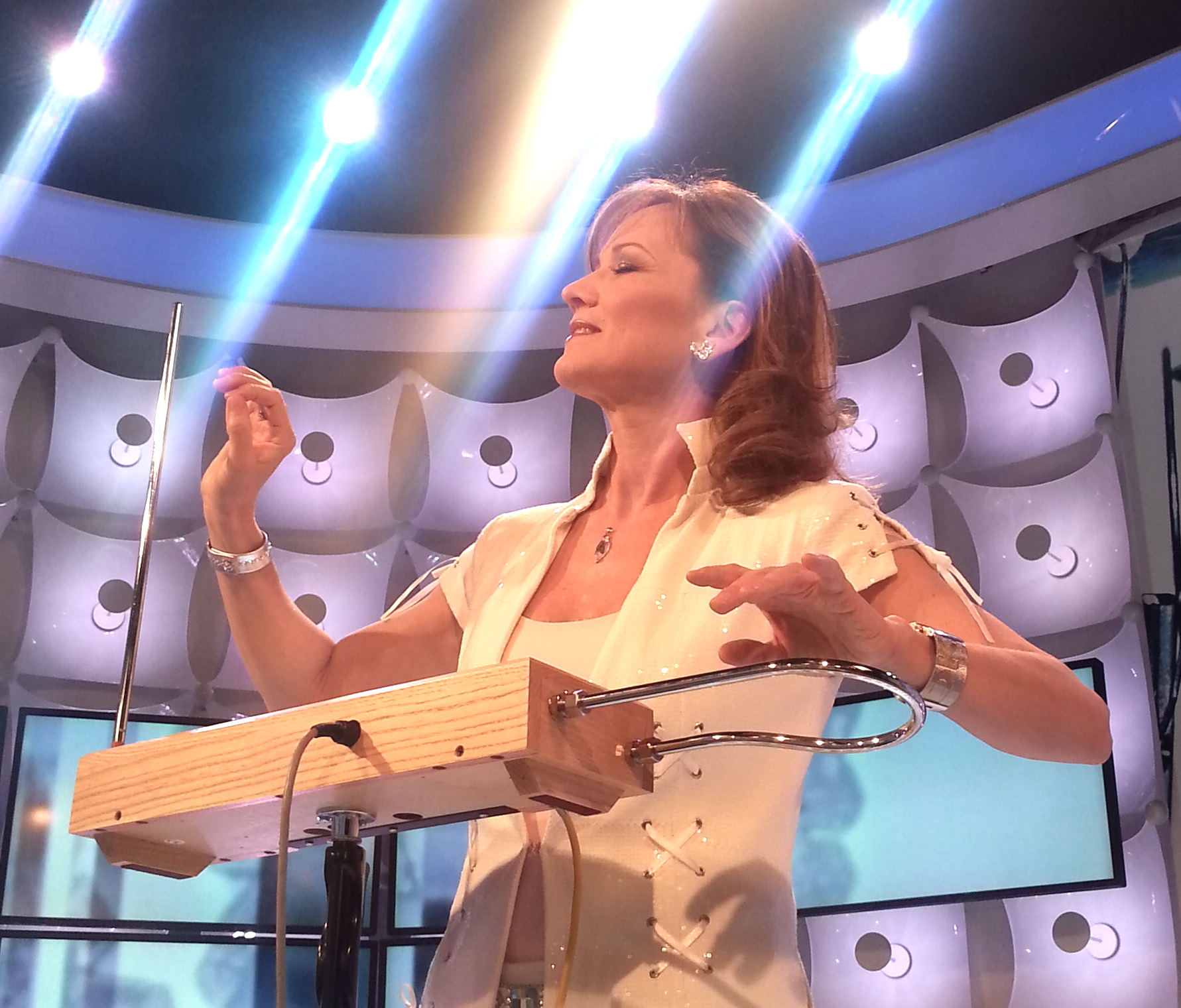
テルミンを演奏するイレーニ・コティツァ、2014年撮影。

イレーニ・コティツァ（Illényi Katica、ハンガリー語: [ˈilleːɲi ˈkɒtit͡sɒ]）は、ハンガリーのヴァイオリニスト、歌手、ダンサー、テルミン奏者。
日本語における表記には、揺れがあり、名はカティカ、カティツァ、姓はイリーニ、イレイニなどと記されることがある。

## 概要
複数の音楽ジャンルにまたがって活動しており、民俗音楽、クレズマー、マヌーシュ・ジャズ（ジプシー・スウィング）なども手がけている。もともとは、クラシック音楽の教育を受けている。
イレーニ家は音楽家の家系である。コティツァは、ハンガリー国立歌劇場の専属楽団であるブダペスト・フィルハーモニー管弦楽団に所属していた父イレーニ・フェレンツ (Illényi Ferenc) からヴァイオリンの手ほどきを受けた。兄弟姉妹は長じてヴァイオリンやチェロの奏者となっており、共演したコンサートの模様を収録したDVDもリリースされている。